# Ciak d'oro 2017
La cerimonia di premiazione della 32ª edizione dei Ciak d'oro si è svolta l'8 giugno 2017 presso il Link Campus University a Roma.

## Vincitori e candidati
I vincitori sono indicati in grassetto, a seguire gli altri candidati.

### Miglior film
- La pazza gioia di Paolo Virzì

### Miglior regista
- Gianni Amelio - La tenerezza

### Migliore attore protagonista
- Renato Carpentieri - La tenerezza

### Migliore attrice protagonista
- Micaela Ramazzotti - La pazza gioia

### Migliore attore non protagonista
- Luca Marinelli - Lasciati andare e Slam - Tutto per una ragazza
  - Ennio Fantastichini - La stoffa dei sogni
  - Massimiliano Rossi - Indivisibili
  - Roberto De Francesco - Le ultime cose
  - Sergio Rubini - Non è un paese per giovani
  - Valerio Mastandrea - Fiore

### Migliore attrice non protagonista
- Jasmine Trinca - Slam - Tutto per una ragazza
  - Antonia Truppo - Indivisibili
  - Carla Signoris - Lasciati andare
  - Michela Cescon - Piuma
  - Valentina Carnelutti - La pazza gioia
  - Valeria Golino - La vita possibile

### Migliore produttore
- Claudio Bonivento - Il permesso - 48 ore fuori
  - Beppe Caschetto, Rita Rognoni, Valerio Mastandrea e Gianni Zanasi - Fiore
  - Attilio De Razza e Pierpaolo Verga - Indivisibili
  - Attilio De Razza - L'ora legale
  - Marco Belardi - La pazza gioia
  - Riccardo Tozzi, Giovanni Stabilini e Marco Chimenz - Mister felicità

### Miglior opera prima
- Marco Danieli - La ragazza del mondo

### Migliore sceneggiatura
- Nicola Guaglianone, Barbara Petronio e Edoardo De Angelis - Indivisibili
  - Claudio Giovannesi, Filippo Gravino, Antonella Lattanzi - Fiore
  - Edoardo De Angelis, Ficarra e Picone, Nicola Guaglianone, Fabrizio Testini - L'ora legale
  - Paolo Virzì, Francesca Archibugi - La pazza gioia
  - Francesco Bruni, Davide Lantieri, Francesco Amato - Lasciati andare

### Migliore fotografia
- Ferran Paredes Rubio - Indivisibili
  - Daria D'Antonio - Il padre d'Italia
  - Vladan Radovic - La pazza gioia
  - Luca Bigazzi - La tenerezza
  - Giovanni Canevari - Non è un paese per giovani

### Migliore sonoro in presa diretta
- Valentino Giannì, Fabio Conca - Indivisibili
  - Gaetano Carito, Pierpaolo Lorenzo, Antonio Barba - Fai bei sogni
  - Daniele Maraniello, Francesco Sabez - Falchi
  - Stefano Campus, Sandro Ivessich Host - Il permesso - 48 ore fuori
  - Alessandro Bianchi, Luca Novelli - La pazza gioia

### Migliore scenografia
- Carmine Guarino - Indivisibili
  - Marco Dentici - Fai bei sogni
  - Marcello Di Carlo - In guerra per amore
  - Tonino Zera - La pazza gioia
  - Livia Borgognoni - La stoffa dei sogni

### Migliore montaggio
- Cecilia Zanuso - La pazza gioia
  - Francesca Calvelli - Fai bei sogni
  - Roberto Siciliano - Il permesso - 48 ore fuori
  - Chiara Griziotti - Indivisibili
  - Fabio Guaglione, Filippo Mauro Boni, Matteo Santi - Mine

### Migliore costumi
- Massimo Cantini Parrini - Indivisibili
  - Cristiana Ricceri - In guerra per amore
  - Annalisa Ciaramella - La parrucchiera
  - Katia Dottori - La pazza gioia
  - Beatrice Giannini, Elisabetta Antico - La stoffa dei sogni

### Migliore colonna sonora
- Enzo Avitabile - Indivisibili
  - Giorgio Giampà - Fräulein - Una fiaba d'inverno e Il padre d'Italia
  - Franco Piersanti - La stoffa dei sogni
  - Giuliano Sangiorgi - Non è un paese per giovani
  - Giuliano Taviani, Carmelo Travia - Rosso Istanbul

### Miglior manifesto
- Indivisibili

### Ciak d'oro Mini/Skoda Bello & Invisibile
- Fiore di Claudio Giovannesi

### Rivelazione dell'anno
- Daphne Scoccia - Fiore

### Superciak d'oro
- Ficarra e Picone - L'ora legale

### Ciak d'oro Serial Movie
- Silvio Orlando - The Young Pope